# Oratorio
Oratorio – niewielka miejscowość na południowym wschodzie Gwatemali, w departamencie Santa Rosa. Według danych szacunkowych z 2012 roku liczba mieszkańców wynosiła 18 229 osób. 
Oratorio leży około 18 km na południowy wschód od stolicy departamentu – miasta Cuilapa. Miejscowość leży na wysokości 951 metrów nad poziomem morza, u podnóża gór Sierra Madre de Chiapas, w odległości około 50 km od wybrzeża Pacyfiku. 

## Gmina Oratorio
Miejscowość jest także siedzibą władz gminy o tej samej nazwie, która jest jedną z czternastu gmin w departamencie. W 2012 roku gmina liczyła 24 133 mieszkańców. Gmina jak na warunki Gwatemali jest średniej wielkości, a jej powierzchnia obejmuje 214 km². 
Mieszkańcy gminy utrzymują się głównie  z hodowli zwierząt, uprawy roli i drobnego przetwórstwa. W hodowli dominująca jest hodowla bydła oraz w mniejszym zakresie trzody chlewnej i drobiu, natomiast rolnictwie dominuje uprawa kukurydzy. W gminie wytwarzany jest znany w Gwatemali ser oratorio. 
Klimat gminy jest równikowy, według klasyfikacji Köppena, należy do klimatów tropikalnych monsunowych (Am), z wyraźną porą deszczową występującą od maja do października. Średnie roczne opady zawierają się w przedziale pomiędzy 2000 a 4000 mm.